# Maria Friberg
Maria Friberg (née le 16 mai 1966 à Malmö) est une artiste suédoise.
Elle travaille les questions de pouvoir, masculinité et relation avec la nature. Elle développe un univers de figures dans des situations provocantes,.

## Formation
Friberg a étudié l'Histoire de l'art à la Gothenburg University en 1986. Elle a ensuite intégré la Nordic Art School, à Kokkola, en Finlande en 1988, puis la Royal University College of Fine Arts, à Stockholm entre 1989 et 1995. 

## Expositions
2016: Erna Fotografiska, Stockholm